# Tri Nations 2005 (Rugby Union)
Tri Nations 2005 war die zehnte Ausgabe des jährlich stattfindenden Rugby-Union-Turniers Tri Nations. Zwischen dem 30. Juli und dem 3. September 2005 fanden sechs Spiele statt. Neuseeland gewann das Turnier zum sechsten Mal und verteidigte auch den Bledisloe Cup.

## Tabelle
|    | Land       | Spiele | Siege | Unent. | Ndlg. | Spiel- punkte | Diff. | Bonus- punkte | Tabellen- punkte |
| -- | ---------- | ------ | ----- | ------ | ----- | ------------- | ----- | ------------- | ---------------- |
| 1. | Neuseeland | 4      | 3     | 0      | 1     | 111:86        | + 25  | 3             | 15               |
| 2. | Südafrika  | 4      | 3     | 0      | 1     | 93:82         | + 11  | 1             | 13               |
| 3. | Australien | 4      | 0     | 0      | 4     | 72:108        | - 36  | 3             | 3                |

## Ergebnisse
| 30. Juli 2005 | Südafrika | 22 : 16        | Australien                                                                                | Loftus Versfeld Stadium, Pretoria Zuschauer: 50.000 Schiedsrichter: Paul Honiss (Neuseeland) |
| 30. Juli 2005 | Versuche: Paulse 51. erh. Erhöhungen: Montgomery (1/1) Straftritte: Montgomery (3/4) 4., 62., 73. Dropgoals: Montgomery (1/1) 30. Pretorius (1/3) 80. | (6:13) Bericht | Versuche: Smith 41. erh. Erhöhungen: Giteau (1/1) Straftritte: Giteau (3/3) 23., 28., 59. | Loftus Versfeld Stadium, Pretoria Zuschauer: 50.000 Schiedsrichter: Paul Honiss (Neuseeland) |

| 6. August 2005 | Südafrika | 22 : 16         | Neuseeland                                                                               | Newlands Stadium, Kapstadt Zuschauer: 49.118 Schiedsrichter: Andrew Cole (Australien) |
| 6. August 2005 | Versuche: de Villiers 9. erh. Erhöhungen: Montgomery (1/1) Straftritte: Montgomery (4/5) 2., 37., 49., 54. Dropgoals: Pretorius (1/4) 8. | (16:13) Bericht | Versuche: Gear 21. erh. Erhöhungen: Carter (1/1) Straftritte: Carter (3/3) 15., 27., 73. | Newlands Stadium, Kapstadt Zuschauer: 49.118 Schiedsrichter: Andrew Cole (Australien) |

| 13. August 2005 | Australien                                                        | 13 : 30         | Neuseeland                                                                              | Telstra Stadium, Sydney Zuschauer: 82.309 Schiedsrichter: Tony Spreadbury (England) |
| 13. August 2005 | Versuche: Mitchell Erhöhungen: Giteau (1) Straftritte: Giteau (2) | (13:10) Bericht | Versuche: McCaw Rokocoko Weepu Erhöhungen: Carter (2) McAlister Straftritte: Carter (3) | Telstra Stadium, Sydney Zuschauer: 82.309 Schiedsrichter: Tony Spreadbury (England) |

| 20. August 2005 | Australien | 19 : 22        | Südafrika | Subiaco Oval, Perth Zuschauer: 43.278 Schiedsrichter: Alain Rolland (Irland) |
| 20. August 2005 | Versuche: Rathbone 51. erh. Erhöhungen: Rogers (1/1) Straftritte: Giteau (1/1) 15. Rogers (3/4) 21., 46., 62. | (6:14) Bericht | Versuche: Habana (2) 3. n.erh., 68. n.erh. Straftritte: Montgomery (3/6) 18., 27., 38. Dropgoals: Montgomery (1/2) 50. | Subiaco Oval, Perth Zuschauer: 43.278 Schiedsrichter: Alain Rolland (Irland) |

| 27. August 2005 | Neuseeland | 31 : 27         | Südafrika | Carisbrook, Dunedin Zuschauer: 29.500 Schiedsrichter: Joël Jutge (Frankreich) |
| 27. August 2005 | Versuche: Rokocoko (2) 5. erh., 27. erh. MacDonald 22. erh. Mealamu 76. erh. Erhöhungen: MacDonald (3/3) McAlister (1/1) Straftritte: MacDonald (1/2) 61. | (21:17) Bericht | Versuche: Habana 9. erh. Januarie 39. erh. Fourie 65. erh. Erhöhungen: Montgomery (3/3) Straftritte: Montgomery (2/4) 2., 51. | Carisbrook, Dunedin Zuschauer: 29.500 Schiedsrichter: Joël Jutge (Frankreich) |

| 3. September 2005 | Neuseeland                                                                                 | 34 : 24        | Australien                                                         | Eden Park, Auckland Zuschauer: 45.000 Schiedsrichter: Chris White (England) |
| 3. September 2005 | Versuche: Howlett (3) McCaw Erhöhungen: MacDonald (1) Straftritte: MacDonald McAlister (3) | (20:5) Bericht | Versuche: Chisholm Gerrard Johansson Tuqiri Erhöhungen: Rogers (2) | Eden Park, Auckland Zuschauer: 45.000 Schiedsrichter: Chris White (England) |

## Statistik

### Meiste erzielte Versuche
|    | Name         | Versuche | Land       |
| -- | ------------ | -------- | ---------- |
| 1. | Bryan Habana | 3        | Südafrika  |
| 1. | Doug Howlett | 3        | Neuseeland |
| 1. | Joe Rokocoko | 3        | Neuseeland |

### Meiste erzielte Punkte
|    | Name             | Punkte | Land       |
| -- | ---------------- | ------ | ---------- |
| 1. | Percy Montgomery | 52     | Südafrika  |
| 2. | Daniel Carter    | 24     | Neuseeland |
| 3. | Matt Giteau      | 21     | Australien |